# Favites peresi
Favites peresi is een rifkoralensoort uit de familie van de Merulinidae. De wetenschappelijke naam van de soort is voor het eerst geldig gepubliceerd door Faure & Pichon.